# Benjamin King (acteur)
Pour les articles homonymes, voir Benjamin King et King.
Benjamin King, né le 24 mai 1969, est un acteur américain.
Il joue en particulier le rôle du père dans la série Liv et Maddie de la saison 1 à 3.

## Filmographie
- 1997 : Hollywood Safari : Rookie McLean
- 1999 : A Little Inside : Ed Mills
- 1999 : L'Arme fatale 4 (Lethal Weapon 4) : Detective
- 2006 : S.W.A.T. : Officier
- 2013 : A Short History of Decay : Jack Fisher

## Télévision
- Liv et Maddie : Le père (saison 1 à 3)
- Saison 3 de Psych : Enquêteur malgré lui
- Saison 10 épisode 12 de Grey's Anatomy : patient de Jackson Avery
- Scrubs Saison 6 episode 9 : interne en chirurgie